# Salles-de-Villefagnan
Salles-de-Villefagnan är en kommun i departementet Charente i regionen Nouvelle-Aquitaine i västra Frankrike. Kommunen ligger  i kantonen Villefagnan som ligger i arrondissementet Confolens. År 2022 hade Salles-de-Villefagnan 313 invånare.

## Befolkningsutveckling
Antalet invånare i kommunen Salles-de-Villefagnan
Referens:INSEE